# SNVI Fennec
 (mai 2019).
SNVI Fennec est un autocar interurbain puissant de 49 places assises et deux portes latérales, conçu pour les grandes lignes. Il utilise les mêmes modèles de moteur et la même boite de vitesses que le SNVI Numidia Lux, sauf qui Il compte deux sièges supplémentaires (49 places), mais avec moins de confort (pas de téléviseurs ni de mini-bar, pas de bloc de sanitaire, ...) Conçu sur la base classique de châssis et longerons renforcés.
Dimensions (mm): 11910 x 2555 x 3440 
Nombre de places assises : 49
PTAC : 16 000 kg
Moteur : CUMMINS
Puissance : 296 ch à 2200 tr/min 
Refroidissement : à eau
BV : ZF S6 - 85
Direction : ZF 
2 portes louvoyantes
Boite de vitesses : manuelle à 6 rapports AV
CARROSSERIE :
Ossature en tubes métalliques soudés électriquement, habillée de l’extérieur par des tôles d’acier et étirées. Pavillon et faces avant et arriere en fibre de verre.
PLANCHER :
Bois recouvert de tapis ignifuge en PVC lavable et antidérapant.